# La Celle (Var)
Pour les articles homonymes, voir La Celle.
La Celle est une commune française située dans le département du Var, en région Provence-Alpes-Côte d'Azur.

## Géographie

### Localisation
Ce village est situé en pays de la Provence Verte, à 4 km de Brignoles. La commune fait partie de l'intercommunalité de la communauté d'agglomération de la Provence Verte.

### Géologie et relief
Commune située dans la vallée du Caramy, au pied des premiers contreforts septentrionaux de Montagne de la Loube (massif de la Sainte-Baume).

### Voies de communication et transports

#### Voies routières
La commune est accessible par la route départementale 43 entre Brignoles et Camps-la-Source. L'A8 traversant la commune de Brignoles, à quelques kilomètres au nord du village de La Celle, la sortie no 35 dessert les deux communes.

#### Transports en commun
- Transport en Provence-Alpes-Côte d'Azur

Lignes SNCF :
- Gare des Arcs-Draguignan
- Gare de Toulon,
- Gare de Marseille-Saint-Charles.

Transports aériens :
- L'aéroport le plus proche est celui de Toulon.
- Aéroport de Marseille Provence.

### Communes limitrophes
|           | Brignoles         | Brignoles |
| Tourves   | La Celle          | Brignoles |
| Mazaugues | La Roquebrussanne |           |

### Sismicité
Il existe trois zones de sismicité dans le Var : 
- Zone 0 : Risque négligeable. C'est le cas de bon nombre de communes du littoral varois, ainsi que d'une partie des communes du centre Var. Malgré tout, ces communes ne sont pas à l'abri d'un effet tsunami, lié à un séisme en mer.
- Zone Ia : Risque très faible. Concerne essentiellement les communes comprises dans une bande allant de la Montagne Sainte-Victoire au Massif de l'Esterel.
- Zone Ib : Risque faible. Ce risque le plus élevé du département, qui n'est pas le plus haut de l'évaluation nationale, concerne 21 communes du nord du département.

La commune de La Celle est en zone sismique de risque négligeable 0.

### Hydrographie et les eaux souterraines
La Celle est arrosée par le Caramy et plusieurs de ses affluents :
- l'Eissariade[4],
- l'Escarelle[5],
- le Vaubelle[6],
- le Cologne[7],
- le Camps[8],
- la source du Paradou, le vallon, l'unité hydrogéologique d'Engardin[9].

### Climat
Pour des articles plus généraux, voir Climat de Provence-Alpes-Côte d'Azur et Climat du Var.
En 2010, le climat de la commune est de type climat méditerranéen franc, selon une étude du Centre national de la recherche scientifique s'appuyant sur une série de données couvrant la période 1971-2000. En 2020, Météo-France publie une typologie des climats de la France métropolitaine dans laquelle la commune est exposée à un climat méditerranéen et est dans la région climatique  Provence, Languedoc-Roussillon, caractérisée par une pluviométrie faible en été, un très bon ensoleillement (2 600 h/an), un été chaud (21,5 °C), un air très sec en été, sec en toutes saisons, des vents forts (fréquence de 40 à 50 % de vents > 5 m/s) et peu de brouillards. 
Pour la période 1971-2000, la température annuelle moyenne est de 13,9 °C, avec une amplitude thermique annuelle de 15,7 °C. Le cumul annuel moyen de précipitations est de 771 mm, avec 5,9 jours de précipitations en janvier et 2,1 jours en juillet. Pour la période 1991-2020, la température moyenne annuelle observée sur la station météorologique de Météo-France la plus proche, « Montfort-sur-Argens_sapc », sur la commune de Montfort-sur-Argens à 11 km à vol d'oiseau, est de 14,7 °C et le cumul annuel moyen de précipitations est de 789,3 mm. 
La température maximale relevée sur cette station est de 42,5 °C, atteinte le 28 juin 2019 ; la température minimale est de −11 °C, atteinte le 8 janvier 1985,,. 
Les paramètres climatiques de la commune ont été estimés pour le milieu du siècle (2041-2070) selon différents scénarios d'émission de gaz à effet de serre à partir des nouvelles projections climatiques de référence DRIAS-2020. Ils sont consultables sur un site dédié publié par Météo-France en novembre 2022.

## Histoire
Au XIe siècle, les moines bénédictins de l'abbaye Saint-Victor de Marseille fondent sur le territoire de l’actuelle commune de La Celle un prieuré féminin. Ce monastère Sainte-Perpétue est aujourd’hui connu sous le nom d’abbaye de La Celle.
C’est aussi au XIe que la commune de La Celle devient indépendante par rapport à Brignoles (Var) et constitue un bourg ecclésial dont le prieur du monastère est le seigneur.
Les recherches archéologiques, documentaires et historiques témoignent de l’occupation du site dès la fin de l’Âge de fer et de l’époque romaine :
- les nombreux vestiges découverts par l’abbé Cheilan au début du XXe siècle, puis par Fernand Benoit, Michel Fixot et Gabrielle Démians d'Archimbaud[18],
- les fouilles préventives menées dans le cadre des travaux de restauration de l’abbaye,
- les recherches de Nicolas-Claude Fabri de Peiresc, historien et savant, concernant la découverte d'un sarcophage sur le site de la chapelle de La Gayolle,
- la découverte d'une épitaphe chrétienne mentionnant Théodose, et un sarcophage qui sont visibles au Musée du pays brignolais[19].

## Blasonnement
|  | Les armoiries de La Celle se blasonnent ainsi : D'or à la selle de cheval de sable Armes parlantes. |

## Politique et administration

### Liste des maires
| Période                                  | Période    | Identité                     | Étiquette | Qualité                                  |
| ---------------------------------------- | ---------- | ---------------------------- | --------- | ---------------------------------------- |
| Les données manquantes sont à compléter. |            |                              |           |                                          |
| mai 1935                                 | avril 1940 | Sylvain Ducousso (1894-1982) | SFIO      | Secrétaire adjoint de mairie Révoqué     |
| Les données manquantes sont à compléter. |            |                              |           |                                          |
| mai 1945                                 | mars 1971  | Sylvain Ducousso (1894-1982) | SFIO      | Retraité de la Gendarmerie, propriétaire |
| Les données manquantes sont à compléter. |            |                              |           |                                          |
| 1975                                     | mars 1983  | Georges Masson               |           |                                          |
| mars 1983                                | juin 1995  | Georges Paul                 |           | Viticulteur, ancien adjoint              |
| Les données manquantes sont à compléter. |            |                              |           |                                          |
| mars 2008                                | En cours   | Jacques Paul                 | UMP-LR    | Ancien agriculteur exploitant            |

### Intercommunalité
La Celle est l'une des vingt-huit communes de la communauté d'agglomération de la Provence Verte.

## Urbanisme

### Typologie
Au 1er janvier 2024, La Celle est catégorisée ceinture urbaine, selon la nouvelle grille communale de densité à sept niveaux définie par l'Insee en 2022.
Elle appartient à l'unité urbaine de Brignoles, une agglomération intra-départementale regroupant trois  communes, dont elle est une commune de la banlieue,,. Par ailleurs la commune fait partie de l'aire d'attraction de Brignoles, dont elle est une commune de la couronne,. Cette aire, qui regroupe 10 communes, est catégorisée dans les aires de moins de 50 000 habitants,.

### Occupation des sols
L'occupation des sols de la commune, telle qu'elle ressort de la base de données européenne d’occupation biophysique des sols Corine Land Cover (CLC), est marquée par l'importance des forêts et milieux semi-naturels (76 % en 2018), une proportion sensiblement équivalente à celle de 1990 (76,7 %). La répartition détaillée en 2018 est la suivante : 
forêts (72,5 %), cultures permanentes (12 %), zones agricoles hétérogènes (8,4 %), milieux à végétation arbustive et/ou herbacée (3,6 %), zones urbanisées (3,4 %), mines, décharges et chantiers (0,2 %). L'évolution de l’occupation des sols de la commune et de ses infrastructures peut être observée sur les différentes représentations cartographiques du territoire : la carte de Cassini (XVIIIe siècle), la carte d'état-major (1820-1866) et les cartes ou photos aériennes de l'IGN pour la période actuelle (1950 à aujourd'hui).

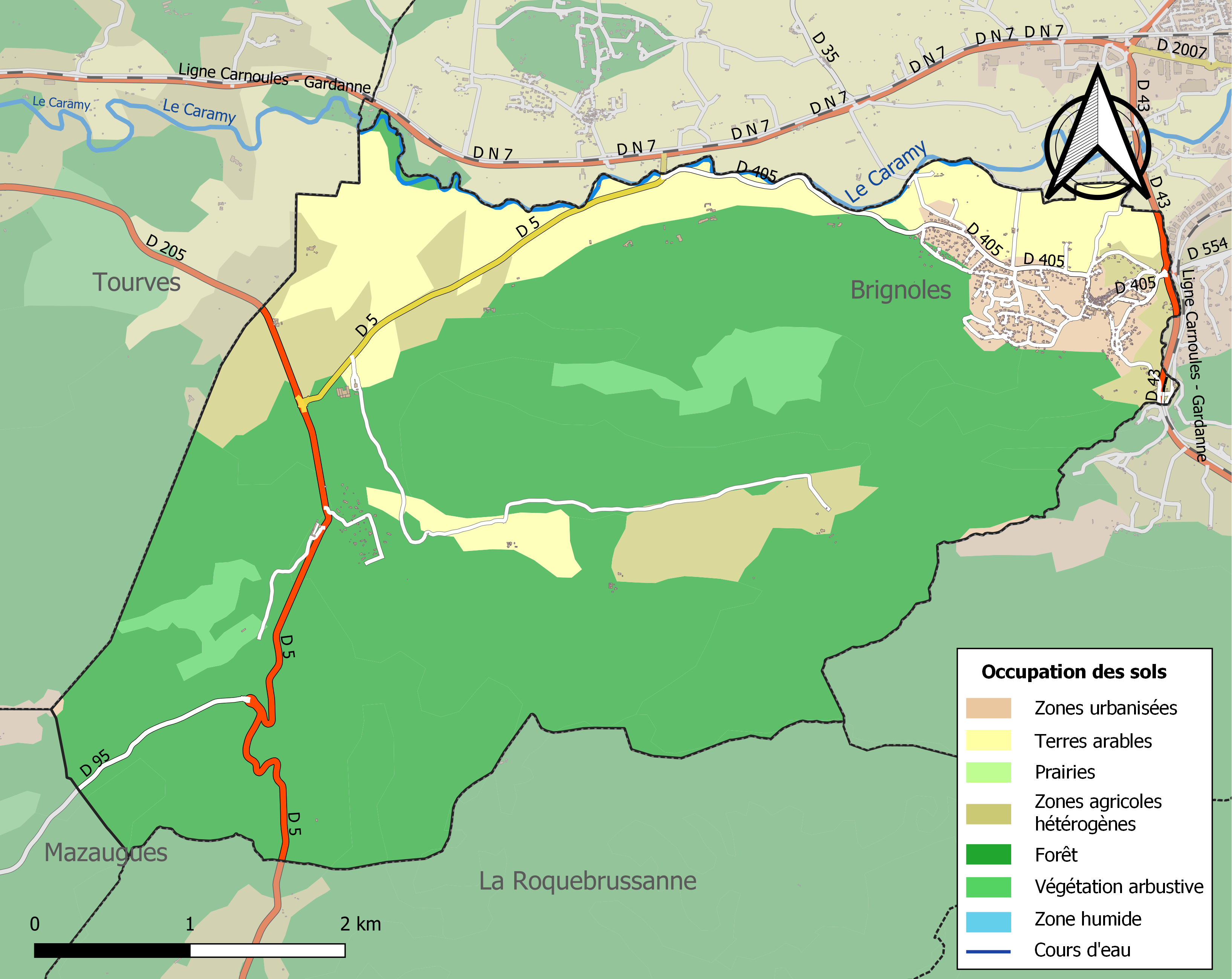
Carte des infrastructures et de l'occupation des sols de la commune en 2018 (CLC).

### Budget et fiscalité
| Taxe                                                | part communale | Part intercommunale | Part départementale | Part régionale |
| --------------------------------------------------- | -------------- | ------------------- | ------------------- | -------------- |
| Taxe d'habitation (TH)                              | 12,25 %        | 0,00 %              | 6,15 %              | 0,00 %         |
| Taxe foncière sur les propriétés bâties (TFPB)      | 1,00 %         | 0,00 %              | 7,43 %              | 2,36 %         |
| Taxe foncière sur les propriétés non bâties (TFPNB) | 81,60 %        | 0,00 %              | 23,44 %             | 8,85 %         |
| Taxe professionnelle (TP)                           | 24,03 %*       | 0,00 %              | 8,55 %              | 3,84 %         |

### Occupation des sols
L'occupation des sols de la commune, telle qu'elle ressort de la base de données européenne d’occupation biophysique des sols Corine Land Cover (CLC), est marquée par l'importance des forêts et milieux semi-naturels (76 % en 2018), une proportion sensiblement équivalente à celle de 1990 (76,7 %). La répartition détaillée en 2018 est la suivante : 
forêts (72,5 %), cultures permanentes (12 %), zones agricoles hétérogènes (8,4 %), milieux à végétation arbustive et/ou herbacée (3,6 %), zones urbanisées (3,4 %), mines, décharges et chantiers (0,2 %).
L'IGN met par ailleurs à disposition un outil en ligne permettant de comparer l’évolution dans le temps de l’occupation des sols de la commune (ou de territoires à des échelles différentes). Plusieurs époques sont accessibles sous forme de cartes ou photos aériennes : la carte de Cassini (XVIIIe siècle), la carte d'état-major (1820-1866) et la période actuelle (1950 à aujourd'hui).

### Budget et fiscalité 2021
En 2021, le budget de la commune était constitué ainsi :
- total des produits de fonctionnement : 1 425 000 €, soit 930 € par habitant ;
- total des charges de fonctionnement : 1 291 000 €, soit 843 € par habitant ;
- total des ressources d’investissement : 481 000 €, soit 314 € par habitant ;
- total des emplois d’investissement : 428 000 €, soit 280 € par habitant.
- endettement : 614 000 €, soit 401 € par habitant.

Avec les taux de fiscalité suivants :
- taxe d’habitation : 12,50 % ;
- taxe foncière sur les propriétés bâties : 34,13 % ;
- taxe foncière sur les propriétés non bâties : 74,58 % ;
- taxe additionnelle à la taxe foncière sur les propriétés non bâties : 0,00 % ;
- cotisation foncière des entreprises : 0,00 %.

Chiffres clés Revenus et pauvreté des ménages en 2020 : médiane en 2020 du revenu disponible, par unité de consommation : 22 300 €.

## Population et société

### Démographie

#### Pyramide des âges
L'évolution du nombre d'habitants est connue à travers les recensements de la population effectués dans la commune depuis 1793. Pour les communes de moins de 10 000 habitants, une enquête de recensement portant sur toute la population est réalisée tous les cinq ans, les populations de référence des années intermédiaires étant quant à elles estimées par interpolation ou extrapolation. Pour la commune, le premier recensement exhaustif entrant dans le cadre du nouveau dispositif a été réalisé en 2006.

En 2022, la commune comptait 1 647 habitants, en évolution de +13,04 % par rapport à 2016 (Var : +4,98 %, France hors Mayotte : +2,11 %).
| 1793 | 1800 | 1806 | 1821 | 1831 | 1836 | 1841 | 1846 | 1851 |
| ---- | ---- | ---- | ---- | ---- | ---- | ---- | ---- | ---- |
| 602  | 565  | 691  | 555  | 582  | 513  | 473  | 491  | 478  |

| 1856 | 1861 | 1866 | 1872 | 1876 | 1881 | 1886 | 1891 | 1896 |
| ---- | ---- | ---- | ---- | ---- | ---- | ---- | ---- | ---- |
| 464  | 459  | 448  | 425  | 404  | 381  | 371  | 360  | 357  |

| 1901 | 1906 | 1911 | 1921 | 1926 | 1931 | 1936 | 1946 | 1954 |
| ---- | ---- | ---- | ---- | ---- | ---- | ---- | ---- | ---- |
| 365  | 313  | 310  | 265  | 273  | 265  | 239  | 230  | 243  |

| 1962 | 1968 | 1975 | 1982 | 1990 | 1999  | 2006  | 2011  | 2016  |
| ---- | ---- | ---- | ---- | ---- | ----- | ----- | ----- | ----- |
| 243  | 363  | 543  | 730  | 911  | 1 082 | 1 239 | 1 317 | 1 457 |

| 2021  | 2022  | - | - | - | - | - | - | - |
| ----- | ----- | - | - | - | - | - | - | - |
| 1 592 | 1 647 | - | - | - | - | - | - | - |

## Économie

### Agriculture
- La Maison des Vins Coteaux Varois en Provence[35].
- Activités agricoles : céréales, cultures maraîchères, vignes.
- Domaines viticoles :

Le Domaine du Château de l'Escarelle.
Le Domaine de la Gayolle.
Le Domaine Saint Julien.

### Tourisme
Le Pays de la Provence Verte, dont la commune est membre, a obtenu le label « Pays d’art et d’histoire ». Sur ce territoire, les richesses à découvrir sont liées à la nature, à la culture et aux traditions.
- Hostellerie Provençale attenante à l'abbaye de la Celle, reprise par Alain Ducasse[39].
- Bar du Midi.

### Commerces et activités
- Commerces de proximité à Brignoles.
- Le gypse a été exploité, autrefois sur la commune, pour la fabrication de plâtre et  Alusuisse-Lonza France y a exploité la bauxite[40],[41].

## Lieux et monuments

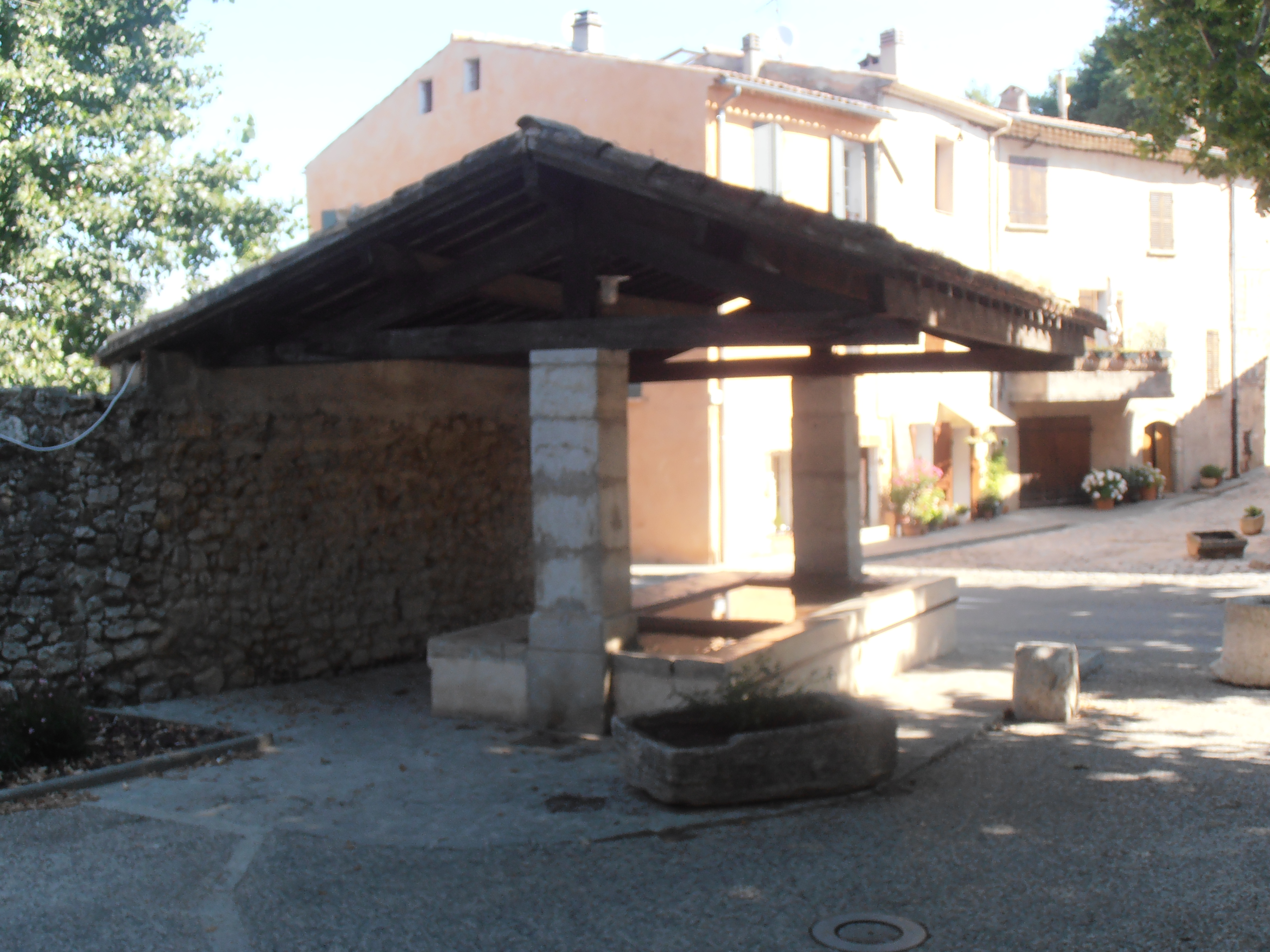
Lavoir près de l'abbaye.

- Abbaye de La Celle dont le pape Marcel II fut prieur[42], l'église Notre-Dame-de-l’Assomption[43] et l'hostellerie de l'abbaye de La Celle. L'église Sainte-Perpétue, aujourd'hui partiellement disparue était l'église paroissiale desservie par les moines du bourg ecclésial[44].
- Chapelle de La Gayole[45],[46], à six kilomètres en direction de Tourves, à l'ouest sur le domaine agricole de La Gayole, mentionnée à partir de 1019 dans le cartulaire de l'abbaye Saint-Victor de Marseille[47]. Bien que propriété privée, cet édifice se visite en tout temps. La chapelle contient encore, au fond du croisillon nord du transept, la partie postérieure d'un sarcophage dont une partie est exposée au Musée de Brignoles[48].
- Bourg castral des Pennes de la Gayole[49].
- Monuments commémoratifs :
  - Monument aux morts[50],
  - Sarcophage dit tombe de Gersende de Sabran, comtesse de Provence (morte après 1225)[51].
  - Stèle à la mémoire du lieutenant Robert Gorge, mort pour la France le 12 novembre 1944[52].

## Équipements et services

### Transports urbains
Une ligne de bus du réseau régional de transports en commun Zou ! relie La Celle à ses communes voisines : Mazaugues - La Celle - Brignoles.

### Enseignement
- Groupe scolaire Sylvain Ducousso[54].
- École primaire privée cours Saint-Dominique[55].
- Les collèges sont à Brignoles, Garéoult, Besse-sur-Issole.
- Lycées général privé à La Celle.

### Sports
- Association Avenir Cellois avec ses sections Danse, Sport et Loisirs[56].

### Santé
Professionnels et établissements de santé :
- Médecins à Brignoles,
- Pharmacies à Brignoles,
- Hôpitaux à Brignoles.

## Vie locale
- Association A.P.I.E VAR (Atelier permanent d’initiation à l’Europe dans le Var)[58].
- Atelier de Peinture.
- Au Cabanon Bouliste.
- Association SAD, service à domicile et à la personne.
- Le Souvenir français de La Celle (commémorations).

### Cultes
- La paroisse Notre Dame de l'Assomption, de culte catholique, fait partie du diocèse de Fréjus-Toulon, doyenné de Brignoles[59].

### Environnement
La commune de La Celle bénéficie d’un site d’importance communautaire, avec la Zone Natura 2000 (zone naturelle d'intérêt écologique, faunistique et floristique). Un inventaire du patrimoine naturel de la commune a été réalisé. La commune fait partie du nouveau Parc naturel régional de la Sainte-Baume, créé par décret du 20 décembre 2017.

## Personnalités liées à la commune
- Garsende de Sabran-Forcalquier, fut comtesse de Forcalquier de 1209 à 1222 et comtesse de Provence par mariage. Elle était fille de Rainier de Sabran, seigneur du Caylar et d'Ansouis, et de Garsende de Forcalquier, et petite-fille de Guillaume IV, comte de Forcalquier. Elle s'est retirée en prenant le voile le 15 mai 1225 à l'abbaye de La Celle, où elle est morte en 1242.
- Marcel Cervin (1501-1555), prieur de l’abbaye de La Celle, devint pape sous le nom de Marcel II.
- François Chambon (1744-1793), général de brigade né à La Celle.